# القرن 23 ق م
القرن 23 ق.م هو القرن الذي امتد من 2300 ق.م حتى 2201 ق.م.

## شخصيات تاريخية رمزية من القرن 23 ق م
سرجون الأول (بالأكادية: "شارّو كِن"، بمعنى الملك الاسد) هو مؤسس السلالة الأكادية[ ؟ ]. امتدت إمبراطوريته الواسعة من عيلام إلى البحر المتوسط، واشتمل ذلك بلاد ما بين النهرين والأناضول. حكم منذ عام 2334 حتى 2279 ق.م.، من عاصمة جديدة وهي الأكادية[ ؟ ]، التي تقع في الضفة اليسرى لنهر الفرات بالقرب من كيش.